# Ann-Katrin Berger
Ann-Katrin Berger, född den 9 oktober 1990 i Göppingen, är en tysk fotbollsspelare (målvakt).

## Karriär
Ann-Katrin Berger inledde sin seniorkarriär i VfL Sindelfingen år 2009. Efter tre år i 1. FFC Turbine Potsdam flyttade hon 2014 till Frankrike för spel i Paris Saint-Germain. 2019 kontrakterades hon av Chelsea där hon spelade till 2024 innan hon flyttade till Gotham FC. Hon representerar även det tyska damlandslaget där hon debuterade år 2020. Hon ingick i det tyska lag som vid olympiska sommarspelen 2024 i Paris tog brons efter att ha vunnit bronsmatchen mot Spanien.